# 海洋維京號
海洋維京號（MV Oceanic Viking）是一艘船隻，該船建於1996年，建成時該船是挪威航运公司Eidesvik Shipping AS旗下的一艘近海补给船，當時名為Viking Lady，2000年該船改名為海洋維京號。2004年至2010年期間，澳大利亚海关总署租用了該船。2011年，該船被马恩岛的A&P Tyne收购，並且更名为European Supporter。